# 메갈라라 가루다
메갈라라 가루다(Megalara garuda)는 벌의 왕(king of wasp)으로 소개된, 인도네시아에 술라웨시섬 남동부의 메콩가산맥(en:Mekongga Mountains)에만 서식하는 은주둥이벌과 어리구멍벌족의 곤충이다.
보하트 곤충박물관(en:Bohart Museum of Entomology)의 관리자이자 캘리포니아대학교 데이비스캠퍼스의 곤충학 교수인 린 킴지(en:Lynn Kimsey)와 베를린 자연사 박물관(en:Museum für Naturkunde)의 큐레이터이자 책임자인 마이클 오엘(Michael Ohl)이 2012년에 이 종에 대해 최초로 서술하였다. 인도네시아 과학부(en:Indonesian Institute of Sciences) 소속의 로시촌 우바이딜라(Rosichon Ubaidillah)도 이 종의 발견에 기여하였다. 사실 1930년대에 수집된 베를린 자연사 박물관의 곤충 수집 표본 중에 이 종도 있었지만, 당시에는 이 종을 신종으로 등록하지 않았다.
2012년 3월에 완전한 종 서술(en:species description)이 출간되었다. 종명은 인도네시아의 국가 상징인 거대한 새 모양의 생물 가루다의 이름을 따서 지어졌다.  이 종은 살아있는 모습이 전혀 관찰되지 않았다.
한 형질의 수컷의 체장은 3.3cm(1.3인치) 정도이고 턱이 굉장히 크다. 길다란 턱은 거의 뒷다리만큼이나 길다. 다른 형질의 수컷과 모든 암컷들은 비교적 턱이 작고 전반적으로도 덩치가 작아서 대략 2–2.5 cm (0.8–1.0 in) 정도지만 같은 아과의 다른 종들보다는 여전히 크다. 암수 구분 없이 체색이 시커멓고 짙은 색의 날개가 돋아나있다. 이 녀석은 다른 곤충을 혼자서 사냥한다.
이 곤충의 독침에 대해서는 거의 알려진 바가 없다.

## 참고 자료
- L. Kimsey and M. Ohl (2012). “Megalara garuda, a new genus and species of larrine wasps from Indonesia (Larrinae, Crabronidae, Hymenoptera)”. 《ZooKeys》 177: 49. doi:10.3897/zookeys.177.2475.